# Emily Gravett
Emily Gravett (Brighton, 1972) és una autora i il·lustradora de llibre infantil anglesa. Ha guanyat dues vegades (2005, pel seu primer llibre, i 2007) la Kate Greenaway Medal que premia el millor llibre infantil anglès il·lustrat de l'any.

## Vida
Emily Gravett és filla d'una professora d'art. Després de la separació dels seus pares, visqué amb la mare però sortia amb el seu pare a dibuixar als museus. Als 16 anys va abandonar els estudis i es va dedicar a viatjar per tot Gran Bretanya amb el seu company Mik, amb qui tingué una filla. Després s'establiren a Gal·les, però Gravett va aconseguir una plaça en el curs d'il·lustració de la universitat de Brighton; tot i no tenir la titulació adequada, va aconseguir la plaça amb entrevistes i presentant els seus projectes. L'autora s'ha establert a Brighton.

## Obra i estil
Encara mentre estudiava, Gravett va presentar un projecte seu al premi MacMillan d'Il·lustració infantil. L'àlbum Wolves (Llops) va guanyar el premi el 2004, en el seu darrer any d'estudis, i es publicà el 2005. El mateix llibre fou reconegut amb la Kate Greenaway Medal, premi dels llibreters britànics que premia el millor llibre infantil il·lustrat de l'any anterior. Encara va ser finalista del mateix premi per Orange Pear Apple Bear i el va tornar a guanyar el 2007 pel seu quart llibre Little Mouse's Big Book of Fears. Encara un altre llibre seu, Monkey and Me, n'ha estat finalista.
La majoria dels seus llibres estan protagonitzats per animals. L'autora usa sovint la tècnica del llibre dins el llibre: en Wolves un conill treu de la biblioteca i llegeix un llibre sobre llops; a Més! un petit drac demana a la seva mare que li llegeixi un cop i un altre un llibre abans d'anar a dormir; el petit drac acaba enfadant-se quan la seva mare s'adorm i ja no li llegeix més, i treu foc per la boca i crema el llibre (que presenta un forat en la coberta posterior).

## Llibres publicats
- Wolves (Macmillan, 2005)
- Orange Pear Apple Bear (2006) (en català: Taronja, pera, poma, ós, Barcelona: Cruïlla, 2006)
- Meerkat Mail (2006)
- Little Mouse's Big Book of Fears (2007) (en català: De què té por el ratolí?, Barcelona: Cruïlla, 2007)
- Monkey and Me (2007) (en català: El meu mico i jo, Barcelona: Obelisco, 2016)
- The Odd Egg (2008)
- Spells (2008)
- Dogs (2009) (en català: Gossos, Madrid: MacMillan, 2012)
- The Rabbit Problem (2009) (en català: Un problema de conills, Barcelona: Cruïlla, 2010)
- Blue Chameleon (2010)
- Cave Baby (2010), amb text de Julia Donaldson
- Wolf Won't Bite! (2011)
- Again! (2011) (en català: Més!, Barcelona: Cruïlla, 2012)
- Matilda's Cat (2012)
- Little Mouse's Big Book of Beasts (2013)
- Bear and Hare: Go Fishing (2014) (en català: Anem de pesca! Barcelona: Picarona, 2016)
- Bear and Hare: Snow! (2014)
- Bear and Hare: Where's Bear? (2015) (en català: On és l'ós?, Barcelona: Picarona, 2016)
- Bear and Hare: Mine! (2016)
- Tidy (2016) (en català: "Net i polit", Barcelona: Picarona, 2016)

## Premis
- Wolves va guanyar la Kate Greenaway Medal (2005)
- Monkey and Me va guanyar el premi Booktrust Early Years Awards en la categoria Booktrust Best Emerging Illustrator for children up to five-years-old (2007)[4]
- Little Mouse's Big Book of Fears va guanyar la Kate Greenaway Medal (2008)

Aquests mateixos i altres llibres han estat finalistes d'altres premis.